# 常昊 (花样游泳运动员)
常昊（1997年4月28日—），北京人，中国女子花样游泳运动员，2017年世界游泳锦标赛自由组合金牌得主和集体自由自选银牌得主、2019年世界游泳锦标赛集体自由自选和自由组合银牌得主、2022年世界游泳锦标赛集体技术自选和集体自由自选金牌得主、2023年世界游泳锦标赛集体技巧自选金牌得主。